# Heinrich Wilhelm Laufhütte
Heinrich Wilhelm Laufhütte (* 13. April 1934 in Herten/Westfalen; † 20. April 2023) war von 1977 bis 1999 Richter am deutschen Bundesgerichtshof.

## Leben
Nach dem Abschluss seiner juristischen Ausbildung trat Laufhütte 1962 in den Justizdienst des Landes Nordrhein-Westfalen ein. Nach seiner Ernennung zum Richter auf Lebenszeit 1965 wurde er Landgerichtsrat am Landgericht Bochum. 
1967 wurde er an das Bundesministerium der Justiz abgeordnet, 1970 erfolgte seine Versetzung dorthin unter gleichzeitiger Ernennung zum Regierungsdirektor. 1973 wurde er zum Ministerialrat ernannt.
Richter am Bundesgerichtshof wurde Laufhütte im Juli 1977. Dort wurde er im 3. und 4. Strafsenat als Berichterstatter und ab 1990 als Vorsitzender des 5. Strafsenats tätig. Mit Erreichen der Altersgrenze trat Laufhütte 1999 in den Ruhestand.
Heinrich W. Laufhütte beeinflusste und prägte nach dem Urteil von Rechtsexperten während seiner langjährigen Tätigkeit am Bundesgerichtshof die Entwicklung der Rechtsprechung dieses Gerichts auf den Gebieten des Straf- und Strafprozessrechts wesentlich. Beispielhaft wurden die unter seinem Vorsitz gefällten Urteile zur DNA-Analyse bei der Identifizierung eines Täters (BGHSt 37, 157) oder zur Verständigung im Strafverfahren (BGHSt 42, 46 und 191) genannt.
Laufhütte war auch an der juristischen Aufarbeitung von DDR-Unrecht beteiligt, beispielsweise an der Frage nach der Strafbarkeit der sog. Mauerschützen (BHGSt 39, 1 und 168) und zur damit verbundenen Verantwortlichkeit von Mitgliedern des Nationalen Verteidigungsrats der DDR (BGHSt 40, 218). Die Rechtsbeugung durch DDR-Richter und DDR-Staatsanwälte waren Thema (BGHSt 40, 30 und 169; BGHSt 41, 247), die Politische Verdächtigung von DDR-Bürgern durch Bundesbürger (BGHSt 42, 275) und die Verschleppung von Bundesbürgern in die DDR (BGHSt 42, 332). Vom 5. Strafsenat stammt auch die Entscheidung zu den Morden auf dem Bülowplatz 1931 (BGHSt 41, 72).
Laufhütte setzte sich auch sehr für die Verlegung des damals in Berlin ansässigen 5. Strafsenats nach Leipzig ein.

## Quelle und Weblink
- Vorsitzender Richter am Bundesgerichtshof Heinrich Wilhelm Laufhütte im Ruhestand, Bundesgerichtshof-Pressemitteilung Nr. 37 vom 30. April 1999, abgerufen vom Juristischen Internetprojekt Saarbrücken (http://www.jura.uni-sb.de)